# Berliet GR/TR
Berliet GR (вантажівка з жорсткою рамою) та TR (сідловий тягач) — це сімейство важких вантажівок, що вироблялися компанією Berliet у двох поколіннях; оригінальний дизайн був вперше представлений у 1961 році (GRK10, з використанням дизайну кабіни Relaxe 1957 року), а друге покоління, з використанням абсолютно нової квадратної кабіни KB 2400, було представлено на Паризькому салоні 1970 року. Бренди Berliet (і Saviem) були зняті з виробництва у квітні 1980 року; GR/TR були замінені оновленою версією кабіни KB 2400 під назвою Renault R-серія.

## Перше покоління (1961-1973)
Першою моделлю цієї серії, оснащеною фіксованою кабіною Relaxe 1957 року, був GRK10 (і тягач TRK10) з повною масою 19 тонн. Початкова версія мала важіль перемикання передач, встановлений на приладовій панелі, і була оснащена 9,5-літровим рядним шестициліндровим дизельним двигуном. Цей двигун, M 620Z, був побудований за ліцензією німецького MAN.
В 1964 році додалися потужніші двигуни 12,0 л для моделей GR12 та TR12.
В 1968 році моделі перейменували на GR/TR200 та 250, де цифри вказують на потужність двигуна.

### Двигуни
- 9.5 L M 620P/Z I6
- 12.0 L M 635 I6

## Друге покоління (1970-1980)
Нова модель GR/TR300 була прем'єровано представлена на Паризькому автосалоні 1970 року з кутастим, сучасним дизайном від Луї Люсьєна Лепуа. Автомобіль отримав нову відкидну кабіну KB 2400. Однак вантажівка мала дещо поспішний розвиток, і початкова модель виявилася ненадійною. Berliet замінив її на модернізовану GR/TR320 наприкінці 1972 року та перерозподілив модельний ряд у 1973 році, додавши цілий ряд нових моделей від GR205 до GR320 – якраз вчасно до нафтової кризи.

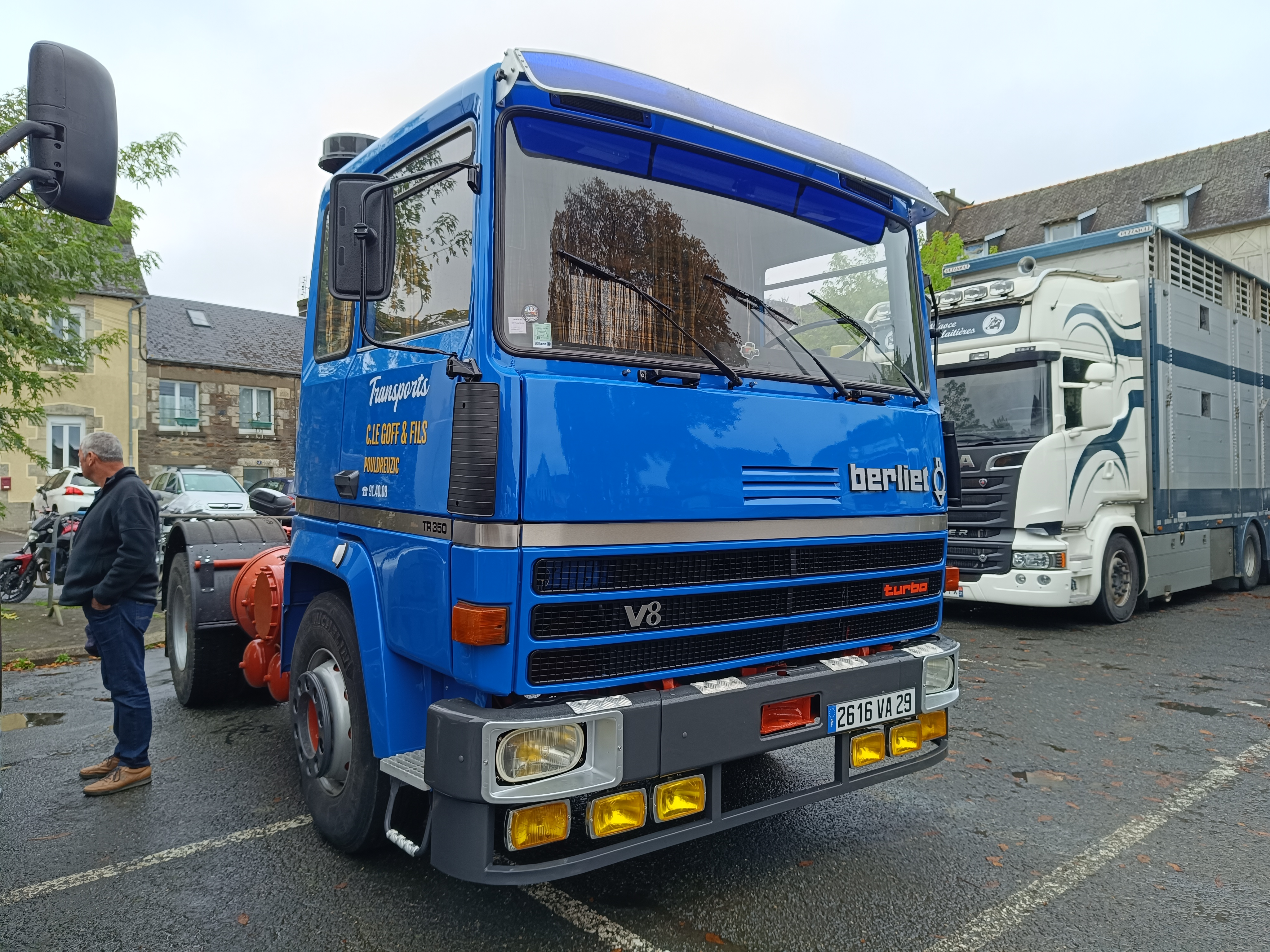
Berliet TR 350 V8 Turbo (1975-1980)

Другий фейсліфтінг у 1975 році опустив фари, виніс їх з решітки радіатора в бампер, а також переробив інтер'єр. Ця кабіна також використовувалася Ford для їхнього Transcontinental 1975 року та була передана Renault у 1980 році для їхньої R-серії.
Щоб конкурувати з нещодавно представленим Volvo Globetrotter, Berliet випустила розкішну версію GR/TR під назвою Centaure. Перероблена на замовлення кузовобудівниками Lamberet та представлена на Паризькому салоні 1978 року, вона мала піднятий дах зі скловолокна, індивідуальне фарбування та велику кількість хрому, включаючи димові труби. Інтер'єр включав міні-кухню, зовнішній душ, туалет, спальне відділення, кондиціонер та індивідуальне оздоблення.

### Двигуни
- 9.5 L M 620T I6
- 12.0 L MS/MDR/MDS 635.40 I6
- 12.8 L V 825 V8
- 14.9 L V 835 V8